# نوفل الورتاني
نوفل الورتاني (من مواليد سنة 1978 في بنزرت)، إعلامي تونسي، يعمل حاليا لصالح قناة التاسعة وإذاعة ديوان أف أم.

## حياته
نشأ ودرس في مدينة بنزرت مسقط رأسه: حصل على البكالوريوس عام 1996 ثم حصل على الماجستير عام 2000 من معهد الصحافة وعلوم الإخبار. بدأ العمل في صحيفة حتى نهاية نوفمبر 2003 ، عندما انضم إلى إذاعة موزاييك أف أم لتقديم برنامج رياضي. قدم برنامج ميدي شو على إذاعة موزاييك أف أم وبرنامجه التلفزيوني الخاص، لاباس، كل يوم سبت على قناة الحوار التونسي، منذ 30 أكتوبر 2011. علاوة على ذلك، كتب سيناريو سلسلة بنت ولد. في سبتمبر 2016، انضم إلى إذاعة جوهرة أف أم.
وفقًا للدراسات التي أعدتها سيغما كونسيل في عام 2017، لا يزال نوفل الورتاني على رأس الجمهور في تونس ببرامجه على الحوار التونسي، لاباس وأمور جدية.

## الحياة الشخصية
تزوج نوفل الورتاني في 2 يوليو 2010 من جيهان ميلاد، مقدمة في إذاعة موزاييك أف أم. أنجب الزوجان طفلهما الأول في عام 2014.

## الأعمال

### مقدم
| الفترة    | البرنامج   | القناة/الإذاعة |
| --------- | ---------- | -------------- |
| 2012      | ميدي شو    | موزاييك أف أم  |
| 2012–2018 | لاباس      | الحوار التونسي |
| 2013–2015 | كلام الناس | الحوار التونسي |
| 2016–2018 | أمور جدية  | الحوار التونسي |
| منذ 2018  | ديما لاباس | قناة التاسعة   |
| منذ 2018  | إضحك معنا  | قناة التاسعة   |
| منذ 2021  | ديما لاباس | ديوان أف أم    |
| منذ 2024  | زون ليبر   | تلفزة تي في    |

### سيناريو
- 2011–2012: اللوجيك السياسي
- 2012: بنت ولد
- 2016: دنيا أخرى

### مسرح
- 2010: تونسي.كوم (Ettounsi.com) مع جعفر القاسمي.
- 2012: لاباس كوميدي مع محمد العربي المازني، فيصل الحضيري وبسام الحمراوي.